# Лыжный переход Байкал — Баренцево море
Лыжный переход Байкал — Баренцево море — лыжный переход (марш) в СССР, совершенный в 1934—1935 годах.
Самый длинный лыжный переход в СССР, не имеющий аналогов в мировой истории лыжного спорта и вооружённых сил.
Так же назывался — «Лыжный переход Байкал — Мурманск» .

## История
Старт перехода состоялся 30 ноября 1934 года от озера Байкал, финиш — 30 апреля 1935 года в Мурманске. Длина перехода — около 9000 км. Длительность путешествия составила 151 день. В некоторых источниках конечным маршрутом перехода указано Белое море.
Маршрут перехода: Нижнеангарск (северная часть озера Байкал) — Туруханск — Обдорск — Архангельск — Мурманск, с преодолением Байкальского хребта, через тайгу и тундру, по незаселенным районам с ночевками в спальных мешках на снегу (последние 300 км были пройдены пешком с лыжами на плечах).
Переход совершили 5 военнослужащих 67-го полка войск НКВД по охране железных дорог — комсомольцы-динамовцы Попов И. Г. (инструктор физподготовки полка, начальник команды), К. Н. Бражников, Е. Ф. Егоров, А. П. Куликов и А. Е. Шевченко (младшие командиры), с двумя собаками.
В ходе перехода участники вели общественно-политическую, разъяснительную и научную работу.
На маршруте были созданы 4 пункта, где хранились обмундирование, продукты, лыжи и другое снаряжение. Также существовала договорённость с Востсибпушниной, в факториях которой лыжники могли получить питание. С собой несли 5−10-дневный запас продуктов, а общая масса груза на человека доходила до 65 килограмм. Кроме этого использовали нарты, на которых везли запасные лыжи, одежду и спальные мешки.
Самым трудным был первый отрезок пути — Нижнеангарск — Тарасовка — Кежма. Безлюдная горная местность с горными склонами с уклонами до 60 градусов. Сначала преодолевали малопроходимые Байкальские хребты, почти сто километров шли по воде, так как реку Нирендукан, вопреки ожиданиям, не сковал лёд, а передвигаться по берегам не давала обрывистая местность. Из-за образования толстой ледяной корки пришлось бросить мешки и сломавшиеся нарты. Скорость преодолевания гольцов не превышала километра в час, которую ещё больше замедляли подъёмы по торосам высотой в несколько метров. В результате путь до первого пункта занял 2 недели вместо 7 дней. Паёк, рассчитанный с небольшим запасом — на 10 дней, закончился на 13-е сутки. 20 декабря закончили преодолевать последний Байкальский кряж. После первого населённого пункта на пути — Тарасовки — лыжники пошли на северо-запад, преодолев за четверо суток Ленско-Каренский кряж и пройдя руслом Ангары 2 января достигли Кежмы. Здесь они были осмотрены врачом, сменили обмундирование и запаслись продуктами и боеприпасами.
В Москву в день окончания перехода была направлена телеграмма:

«Москва.

Центральный Комитет ВЛКСМ, НКВД, Центральный совет «Динамо», Главное управление пограничной и внутренней охраны, ВСФК.

Лыжный переход Байкал — Мурманск закончен 30 апреля в 18 часов. Расстояние пройдено за 151 день. Все мы здоровы, готовы выполнить любое задание партии и правительства. Шлём горячий первомайский привет из далекого Заполярья.

Попов, Куликов, Шевченко, Бражников, Егоров».

Постановлением ЦИК СССР от 8 мая 1935 года все участники перехода были награждены Почётными грамотами ЦИК СССР и ценными подарками:

«Отмечая исключительные трудности лыжного перехода Байкал — Мурманск, перекрывшего расстоянием (9000 километров) все имевшие до сих пор место лыжные переходы как в СССР так и за границей, совершенного командой Н-ского полка НКВД, Центральный Исполнительный Комитет Союза ССР постановляет:

Наградить грамотой ЦИК Союза ССР и ценными подарками участников лыжного перехода Байкал — Мурманск — руководителя перехода т. Попова И. Г., инструктора физподготовки полка и младших командиров полка: тт. Шевченко А. Н., Куликова А. П., Бражникова К. Н., Егорова Е. Ф.

Председатель ЦИК Союза ССР М. Калинин.

Секретарь ЦИК Союза ССР И. Акулов».

## Память
- В книге А. Н. Рыбакова «Страх» (Москва, издательство «Книжная палата», 1991 год) описана встреча главного героя романа с участниками перехода.
- Решением Иркутского горисполкома одна из улиц города была названа «Улицей лыжного перехода».[4]